# Roger Pierre et Jean-Marc Thibault
Roger Pierre et Jean-Marc Thibault sont un duo comique français formé au lendemain de la Seconde Guerre mondiale. Actifs pendant plus de trois décennies, ils ont marqué l'histoire du spectacle en France, tant sur scène qu'à la télévision. Leur humour, basé sur des sketches satiriques et des parodies, leur a permis de devenir des figures emblématiques de l'humour français des années 1950 à 1970.

## Biographie des membres
Roger Pierre, né le 30 août 1923 à Paris et décédé le 23 janvier 2010 au Port-Marly, est un humoriste majeur des années 1950. En collaboration avec Jean-Marc Thibault, Roger Pierre a marqué le monde du spectacle avec de nombreux spectacles et films comiques. Leur numéro La Guerre de Sécession est devenu emblématique. Dans les années 1990, Roger Pierre a également coanimé l'émission Incroyable mais vrai sur TF1 aux côtés de Jean-Marc Thibault et Marthe Mercadier.
Jean-Marc Thibault, né le 24 août 1923 à Saint-Bris-le-Vineux et décédé le 28 mai 2017 à Marseille, était acteur, scénariste, réalisateur et humoriste. Il est particulièrement reconnu pour son partenariat avec Roger Pierre, un duo qui a marqué l'histoire du divertissement en France. Ses contributions dans divers domaines du spectacle ont laissé une empreinte significative, et ses œuvres continuent d'influencer le monde du divertissement.

## Carrière et œuvres du duo
Le duo Pierre-Thibault a débuté dans les cabarets parisiens, où ils se sont rapidement fait connaître pour leur humour et leur talent de comédiens. Ils se sont spécialisés dans des sketches satiriques qui mêlent parodie et commentaires sociaux, joués aussi bien à la radio, à la télévision qu'au cinéma.

### Années 1950
Leurs premières œuvres incluent une série de disques humoristiques publiés en 1955, comme Série Noire et A Joinville-Le-Pont, où ils montrent leur capacité à jouer avec les mots et les situations pour déclencher le rire. En 1956, ils enregistrent Le plaisir de la vaisselle et Si, si, si, la vie est belle, qui témoignent de leur talent pour mêler humour et musique. L'année suivante, leur disque Si Napoléon Rencontrait Bonaparte et Le Cercle Vicieux devient un classique.

### Années 1960
Durant les années 1960, le duo continue de produire des œuvres marquantes, telles que la comédie musicale Les Plumes Rouges en 1962, où ils explorent de nouveaux horizons artistiques. En 1963, ils sortent l'album Salut les petits copains, qui démontre une fois de plus leur habileté à combiner chansons et sketches humoristiques.

### Années 1970
Leur créativité ne faiblit pas dans les années 1970. Ils continuent d'enregistrer des albums, comme Les Maudits Rois Fainéants en 1973, tout en apparaissant régulièrement à la télévision dans des émissions populaires. Ils cessent leur collaboration 1976.

### Œuvres et Discographie

#### Années 1950
1955
- Série Noire / A Joinville-Le-Pont / Surprise-Partie Chez Lily / Rendez-Vous Au Pam-Pam
- Peintures et dessins / Conférence anatomique / La rencontre du zéro et de l’infini
- Le roi s’ennuie / Par ici m’ssieurs-dames
- Le héros et le bambino / Langage pour chien / Cyrano à la Peter Cheney

1956
- Le plaisir de la vaisselle / La chanson swing / Si, si, si, la vie est belle
- Si, Si, Si La Vie Est Belle / La Guerre En Dentelles / Cyrano A La Peter Cheney / La Chanson Swing / Les Deux Scouts / Le Cuirassier De Reichshoffen

1957
- Si Napoléon Rencontrait Bonaparte / Le Cercle Vicieux
- Dans les fossés de Vincennes / Langage pour chien (nouvelle version) / La synchro / Les jolis bouchers / Casserole sérénade
- Cyrano à la Pagnol / Langage pour chien / La sentinelle 1914 / Camille, t’es un cochon / Nord-Sud / La synchro
- Cyrano à la Peter Cheney / Les Deux Scouts / Nord-Sud / Langage Pour Chien / Si Napoléon Rencontrait Bonaparte / Un Couturier Vous Parle / Le Poète Jules Greco / Cyrano à la Pagnol / La Sentinelle 1914[9]

#### Années 1960
1962
- La Foire aux Cancres / La Classe de Monsieur Aubuchet / La Classe de Monsieur Lesseq
- Les Plumes Rouges, une comédie musicale à grand spectacle en 2 actes et 20 tableaux

1963
- Salut les petits copains / Trois jeunes tambours / Aux îles vent debout / Le général dort debout / L'école est finie

1967
- Les majorettes / Y’a toujours un toquard à l’arrivée / Encore un carreau / Mon chien-chien[4]

#### Années 1970-1980
1973
- Les Maudits Rois fainéants

1974
- Les z'Heureux Rois z'Henri

1984
- Cyrano à la Peter Cheney / Les deux scouts / Qui a peur de Rodrigue ? / Quand un skieur… / Deux zéro Sept

1990
- Le Caniche / Nord-Sud[9]